# Dulce piel de mujer
Miele di donna (en España, Dulce piel de mujer; en Argentina, Miel de mujer) es un drama erótico o softcore hispanoitaliano realizado por el italiano Gianfranco Angelucci. La filmación tuvo lugar íntegramente en Barcelona. Se trata de una de las películas que trataron de convertir en un símbolo sexual a la parisina Clio Goldsmith, sin demasiado éxito; otro intento en ese sentido había sido La cicala, de Alberto Lattuada.

## Argumento
Una atractiva escritora (Catherine Spaak) se presenta en la casa de un famoso editor (Fernando Rey) y, 
pistola en mano, le obliga a leer un manuscrito...

## Reparto
| Intérprete          | Personaje                  | Comentarios       |
| ------------------- | -------------------------- | ----------------- |
| Clio Goldsmith      | Anny                       |                   |
| Catherine Spaak     | La escritora               |                   |
| Fernando Rey        | El editor                  |                   |
| Donatella Damiani   | Landlady                   |                   |
| Nieves Navarro      |                            | Como Susan Scott  |
| Lino Troisi         | pensionista                |                   |
| Adriana Russo       | Inés                       |                   |
| Giuseppe Pennese    |                            | Como Pino Pennese |
| Francisca Fernández |                            |                   |
| Luc Merenda         | El hombre de la habitación |                   |

## Datos técnicos
- Idioma: Italiano
- Color: Color
- Formato: Panorámico
- Sonido: Mono
- 35 milímetros

## Datos sobre el estreno
- Italia

Estrenada el 25 de mayo de 1981.
- España

Distribución de la Película:
- Fecha de autorización: 5 de octubre de 1981
- Fecha de estreno: 30 de noviembre de 1981
- Lugar: Cid Campeador (Madrid)
- Empresa distribuidora: Lauren Film, Sociedad Anónima
- Espectadores: 54.063
- Recaudación: 9.830.463 ptas. (59.082,27) euros[1]

- Francia

Estrenada el 21 de septiembre de 1983.

## Titulaciones
La película es conocida como:

- Dulce piel de mujer (España, título original)
- Dulce piel de mujer (España, emisión televisiva en Antena 3 TV del 26 de noviembre de 1994)[9]
- Fleur de vice (Francia)
- Honey (Título internacional en inglés y en IMDb)
- Honigmund (Alemania Occidental)
- Miel de mujer (Argentina)
- Miele di donna (Italia, título original)
- To tzitziki thelei... meli (Grecia, transliteración ISO-LATIN-1)

## Valoraciones
Mitad folletín mitad soft core, es un saldo sobre una escritora con picores.
(elpais.com)
En IMDb, los usuarios ofrecían una valoración de 5,4 sobre 10 a fecha de marzo de 2012.
(IMDb)